# گوشنیت پنروز
 گوشنیت پنروز (انگلیسی: Beryl Penrose؛ زاده ۲۲ دسامبر ۱۹۳۰) یک تنیس‌باز اهل استرالیا است.